# Carazo megye
Carazo  egy megye Nicaraguában. A fővárosa Jinotepe.

## Földrajz
Az ország déli részén található. Megyeszékhely: Jinotepe
8 tartományból áll:
1. Diriamba
2. Dolores
3. El Rosario
4. Jinotepe
5. La Conquista
6. La Paz de Carazo
7. San Marcos
8. Santa Teresa